# 연화산 (경남)
연화산(蓮華山)은 대한민국 경상남도 고성군에 있는 산으로 옥녀봉, 선도봉, 망선봉의 세 봉우리로 이루어져 있다. 1983년 9월 29일에 도립공원으로 지정되었다.
비슬산이라고 불렸는데 이 비슬(毘瑟)은 산의 동북쪽에 선유(仙遊), 옥녀(玉女), 탄금(彈琴)의 세 봉우리가 둘러있어 마치 선인이 거문고를 타고, 옥녀가 비파를 다루고 있는 형국이었기 때문이었다. 조선 인조때 학명대사가 연화산으로 고쳐 부르기 시작하였는데, 연화산이라는 이름은 산의 형상이 연꽃을 닮았다하여 붙여진 이름이라 전해진다.

## 같이 보기
- 한국의 산